# رنو گراندپری
رنو گراندپری (Renault Grand Prix) خودرویی است که در سال‌های ۱۹۰۶ تا ۱۹۰۸توسط رنو تولید شده‌است.
این خودرو در کلاس اتومبیلرانی قرار گرفته، طراحی آن خودروهای موتور جلو-محور عقب بوده‌است. سیستم جعبه‌دندهٔ آن به صورت دستی است.